# Avelino Chaves
Avelino Chaves Couto (Verín, 26 de enero de 1931 - Zaragoza, 10 de enero de 2021) fue un futbolista y director deportivo español.

## Biografía
Natural de Verín, provincia de Orense, su carrera deportiva como delantero se inició en el Real Valladolid, equipo debutante en la Primera División de 1948-49. Abandonaría el Real Valladolid por el Granada CF, por entonces en Segunda, en la temporada 1950-51.
Tras dos años en la ciudad nazarí, fichó por el Real Zaragoza, donde militó cuatro temporadas (alcanzando el Trofeo Pichichi en la temporada 1954-55 en Segunda). Tras retirarse a los 26 años a causa de una lesión, pasó a ejercer la dirección deportiva del club maño por varias décadas.

## Trayectoria
| Club               | Años        | Goles |
| ------------------ | ----------- | ----- |
| Real Valladolid CF | 1948 - 1950 | 5     |
| Granada CF         | 1950 - 1952 | 18    |
| Real Zaragoza      | 1952 - 1956 | 39    |